# Fratricídio

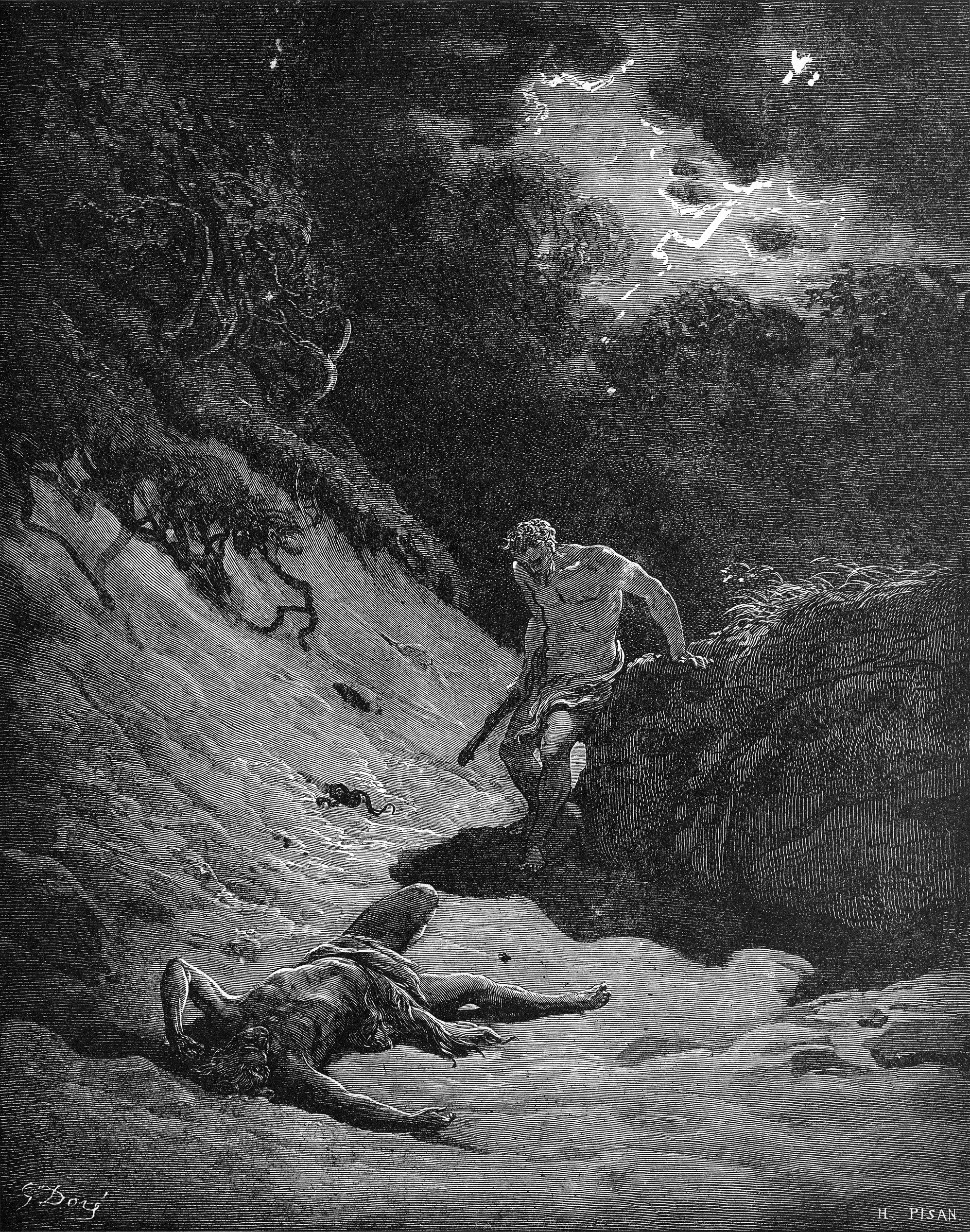
Ticiano: Caim e Abel (1570/76), Santa Maria della Salute, Veneza, Itália.

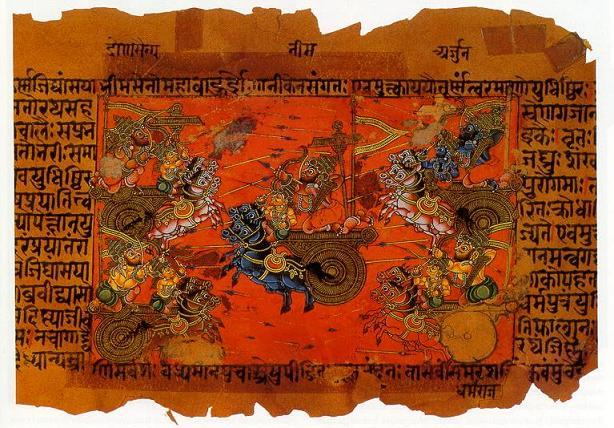
Manuscrito do Mahabharata (ou, alternativamente, soletrado Maabárata) que procura ilustrar a guerra em Kurukshetra, onde Karna foi morto por seu irmão Arjuna. Mitologia da Índia.

O Fratricídio (lat. fratricidium) é um termo que descreve o homicídio de um ser humano por seu próprio irmão; podendo referir-se igualmente à mesma ocorrência entre dois membros de um mesmo grupo social minoritário, ou seja afro-descendentes, homossexuais, etc.; entre compatriotas, ou mesmo soldados em campo de batalha, como em casos de fogo amigo. Quando ocorre no reino animal, recebe o nome de Cainismo.
Ademais fratricídio pode também ser utilizado em situações equivalentes no mundo animal, como entre os dinossauros na parte final de sua grande extinção, devido a falta de presas; ou entre filhotes de aves que ainda no ninho, onde o maior não permite o menor receber alimentação suficiente, muitas vezes empurrando-o para  fora do ninho prematuramente, livrando-se efetivamente de qualquer competição.
Alguns exemplos de fratricídio com motivos religiosos ou mitológicos:
- O Homicídio de Abel por seu irmão Caim (ver Livro de Gênesis, Bíblia).
- O Homicídio de Karna por seu irmão Arjuna, ambos bravos guerreiros da mitologia hindu; deve ser salientado que Arjuna somente foi descobrir mais tarde que seu bravo inimigo era seu irmão uterino (ver literatura clássica da Índia: Mahabharata, Kurukshetra (guerra).
- O Homicídio de Remo por seu irmão Rômulo, fundador de Roma (fundamentos da história Ocidental).
- O Homicídio de Osíris por seu irmão Seti - muito embora Osíris mais tarde tenha sido trazido de volta à vida por sua esposa Ísis (mitologia do Egito antigo).

Historicamente, existem exemplos de fratricídio ocorridos entre irmãos na luta pelo poder entre membros de famílias nobres (i.e a introdução do fratricídio pelo sultão Mahmet II, do Império Otomano - ao nascer o primogênito de um sultão, todos seus irmãos deviam ser estrangulados com uma corda de seda para evitar conflitos posteriores). Mas o fratricídio também sempre ocorreu entre pessoas comuns, muitas vezes motivadas por dinheiro (herança) ou por paixão, neste último caso tratando-se freqüentemente de uma infeliz tentativa de solucionar um triângulo amoroso. O conceito de guerras fratricidas resurge com frequência em estudos sobre a história do subcontinente indiano.
O fratricídio ficcional figura com certa abundância na literatura e em produções cinematográficas.